# Nemeskocs
Nemeskocs es un pueblo ubicado en el distrito de Celldömölk, en el condado de Vas, Hungría.

## Superficie
Posee una superficie de 7,930 kilómetros cuadrados.

## Demografía
Hasta 2019 la población era de 314 habitantes, con una densidad de población de 39,60 habitantes por kilómetro cuadrado.